# Heteroclinus
Heteroclinus es un género de peces de la familia Clinidae, del orden Perciformes. Este género marino fue descrito por primera vez en 1872 por Francis de Laporte de Castelnau. 

## Especies
Especies reconocidas del género:
- Heteroclinus adelaidae Castelnau, 1872
- Heteroclinus antinectes (Günther, 1861)
- Heteroclinus eckloniae (McKay, 1970)
- Heteroclinus equiradiatus (Milward, 1960)
- Heteroclinus fasciatus (W. J. Macleay, 1881)
- Heteroclinus flavescens (F. W. Hutton, 1872)
- Heteroclinus heptaeolus (J. D. Ogilby, 1885)
- Heteroclinus johnstoni (Saville-Kent, 1886)
- Heteroclinus kuiteri Hoese & Rennis, 2006
- Heteroclinus macrophthalmus Hoese, 1976
- Heteroclinus marmoratus (Klunzinger, 1872)
- Heteroclinus nasutus, (Günther, 1861)
- Heteroclinus perspicillatus (Valenciennes, 1836)
- Heteroclinus puellarum (E. O. G. Scott, 1955)
- Heteroclinus roseus (Günther, 1861)
- Heteroclinus tristis (Klunzinger, 1872)
- Heteroclinus whiteleggii (J. D. Ogilby, 1894)
- Heteroclinus wilsoni (A. H. S. Lucas, 1891)